# コザニ
コザニ（ギリシア語: Κοζάνη）は、北ギリシャの都市。西マケドニア（ペリフェリエス）およびコザニ県の都。

## 概要
マケドニア地方の西部にあり、アリアクモナス川渓谷の北部にあたる。市は海抜710m、人工湖ポリフィトス湖の北西15kmにある。テッサロニキ南西120kmにあり、ピエリア山、ヴェルミオン山脈、ブリノス山、アスキオ山に囲まれている。人口は推計でおよそ5万人である。一帯の気候は、冬は寒く乾燥し、夏は暑い大陸性気候である。
コザニは西マケドニア科学技術教育研究所（TEI）、ギリシャ内外から集まった15,000人の学生を擁する西マケドニア大学の本拠地である。西マケドニアの控訴院、警察本部、消防本部、ギリシャ軍第1軍、ギリシャ正教会のセルヴィア及びコザニ主教座がある。
地元の民族伝承の最重要要素の一つ、コザニの謝肉祭は晩冬に開かれ、古代のディオニシウス信仰の冒涜ぶりを多く保ち続けている。コザニはギリシャ内外ではギリシャ・マケドニア地方産サフランの生産で有名である。このサフランはクロコス・コザニス（Krokos Kozanis）と呼ばれ、近郊の町クロコスで栽培されている。
コザニは、中央マケドニア、テッサリア、エピルス間の交通中心点である。最寄りの空港はコザニ国立空港（別称:フィリッポス空港）で、市から4km離れている。空港は20世紀半ばに開港した。コザニはエグナティア高速道に近いところにあり、この道路はイオニア海沿岸とテッサロニキ、そしてトルコ国境地帯とを結んでいる。

## 由来
広く普及している意見によると、コザニという名はイピロスの村コスディアニ（Kósdiani）からきたという。イピロスは、1392年当時のコザニ住民の父祖の地である。定住地は初めコズディアニ（Kózdiani）と名付けられ、その後コジアニ（Kóziani）に変化し、最終的にコザニとなった。
コザニという名はおそらく南スラヴ語のコジャニ（kožani、kožaとはヤギの革を意味する）から発生したのだろう。南スラヴ語におけるコザニという名は、Кожани （Kožani）となる。

## 歴史

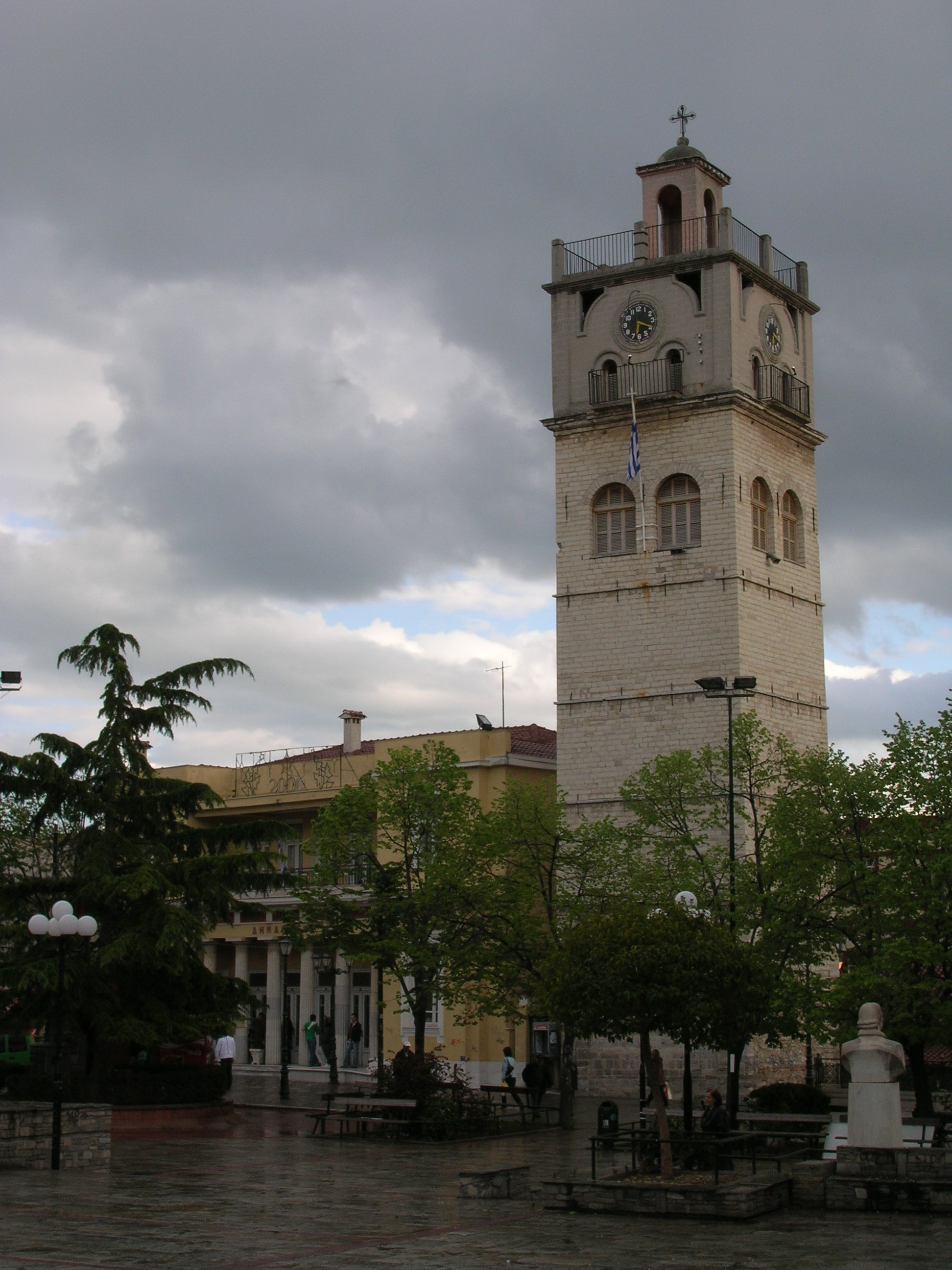
時計塔

### 古代
先史時代から東ローマ時代にかけての古代、市の多くの部分は発見されていなかった。コザニの東部分は、鉄器時代初期の古代のネクロポリスが発見されている。マケドニア王ピリッポス2世の治下、地域はエリメイアと名付けられ、上マケドニアの一部であった。現在のコザニの南西にあるシオポトの丘には、カリヴィアという名の定住地があり、未だ残る痕跡から1100人から1300人の人が暮らしていた。

### オスマン帝国時代
コザニはおそらく、オスマン帝国の征服後にキリスト教徒の移住者らによって建設された。帝国は14世紀から15世紀にかけ、山中にあるマケドニアの平原から撤退した。1392年、イピロスから追放された別のキリスト教徒らが、その厳しい環境に魅せられてやってきたのである。イピロスからの移住者とともに、多くの牛飼いたちがこの地域に移ってきた。
最初にコザニの記載が残されたのは、オスマン帝国の1528年の登記においてである。コザニには91世帯があり、23人が独身で15人が寡婦（または寡夫）であった。コザニも最重要の植民者の一人は、羊飼いの長であるヨアニス・トランタスである。彼はおよそ家族100人を連れて移ってきた。ヨアニスの子ハリシオスは1664年にスルタンのfirmanの地位を獲得した。これは町がスルタンの生母の保護下にあり、多くの巡礼者からの寄付で潤い、トルコ人が移住することを禁じられるようになったために、ギリシャ人のハリシオスが高い位を得たのである。
1664年、壮麗なアイオス・ニコラオス教会が建設された。1668年、図書館と有名なコザニの学校が建てられた。17世紀から18世紀の間、中欧諸国との通商関係が、市の経済的繁栄をもたらすきっかけを与えた。19世紀中、外国人旅行者の体験談として、町の人口はギリシャ人が占め、増えていた(ウィリアム・マーティン・リーク 1835:305 and アミ・ボエ 1854:87)。
町の成長は1770年に崩壊した。なぜならコザニの地元住民と中欧にいるコザニ商人らの間で諍いが起こったからである。商人らは市の繁栄に貢献してきた人たちだった。さらなる大災難が起こった。市は1770年にトルコのベイに襲撃されたのである。その後の襲撃には、1830年のアスラン・ベイによるものが市を広域に荒廃させた。1904年の人口調査によれば、ギリシャ人が12,000人、ラテン系のヴラフ人が350人、彼らが当時のコザニに住んでいた。

### バルカン戦争
第一次バルカン戦争中、サランタポロの戦いでオスマン帝国軍を破った後、ギリシャ軍は1912年10月11日にコザニへ入った。この時から、町の人口は12,000人のギリシャ正教会に属するギリシャ人となった。1923年、ギリシャ＝トルコ住民交換（en）の際には、およそ1,400人のギリシャ人家族がポントスやアナトリアからコザニへ移住した。

### 現代
20世紀、市はすさまじく成長した。一帯にある褐炭資源がギリシャ国営電力によって使用されるようになり、コザニをギリシャの電力の最先端生産地としていったのである。1995年5月13日、一帯をマグニチュード6.6の地震が襲った。
市は現在新旧の建築物が組み合わさっている。一部の壮麗な建築物、時計塔、市庁舎、民族博物館、ヴァルタドレイオ・ギムナジウム、ギリシャ国立銀行、エルミオネイオン・ホテル、ゲオルギオス・ラッサニス邸、グリゴリオス・ヴルカス邸が挙げられる。コザニ自治体図書館はコヴェンダレイオスと呼ばれ、ギリシャ第二の規模を誇る。15万冊の蔵書があり、希少な出版物、価値ある公文書、そしてリガス・ヴェレスティンリス・フェレオスの勅許状が含まれている。この理由からコザニは国内文化都市網に含まれ、本と読書の啓蒙に努めている。本と読書研究所が設立され、コザニは本の都市で知られている。現在、コザニは西マケドニアの行政・貿易・経済、そして交通の中心地である。

## 経済

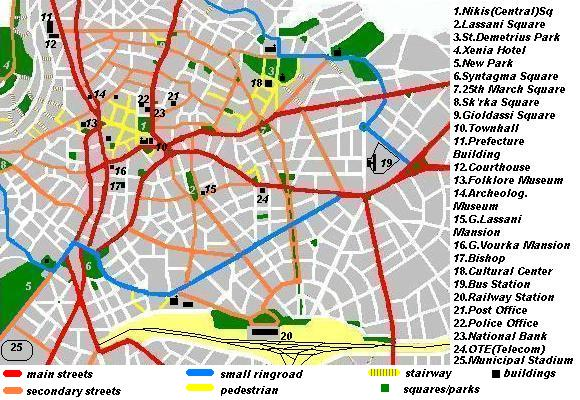
コザニ中心部の地図

市はギリシャにおける重要な電力供給地としてよく知られている。人口の大部分がこれらの石炭発電の工場に勤めている。この一帯で、国の電力の8割をつくりだしている。その他の有名な生産物に、大理石、サフラン、果物、地ワイン、そして手工芸品がある。銀行の多くがコザニに支店を構えている。地元銀行は協同組合のコザニ銀行である。
コザニ貿易展示会は、毎年9月にキラにある西マケドニア展示センターにおいて開催される。ギリシャの多くの商社と他のバルカン諸国商社が地元生産品を持って参加する。

## 見どころ
- コザニ考古学博物館

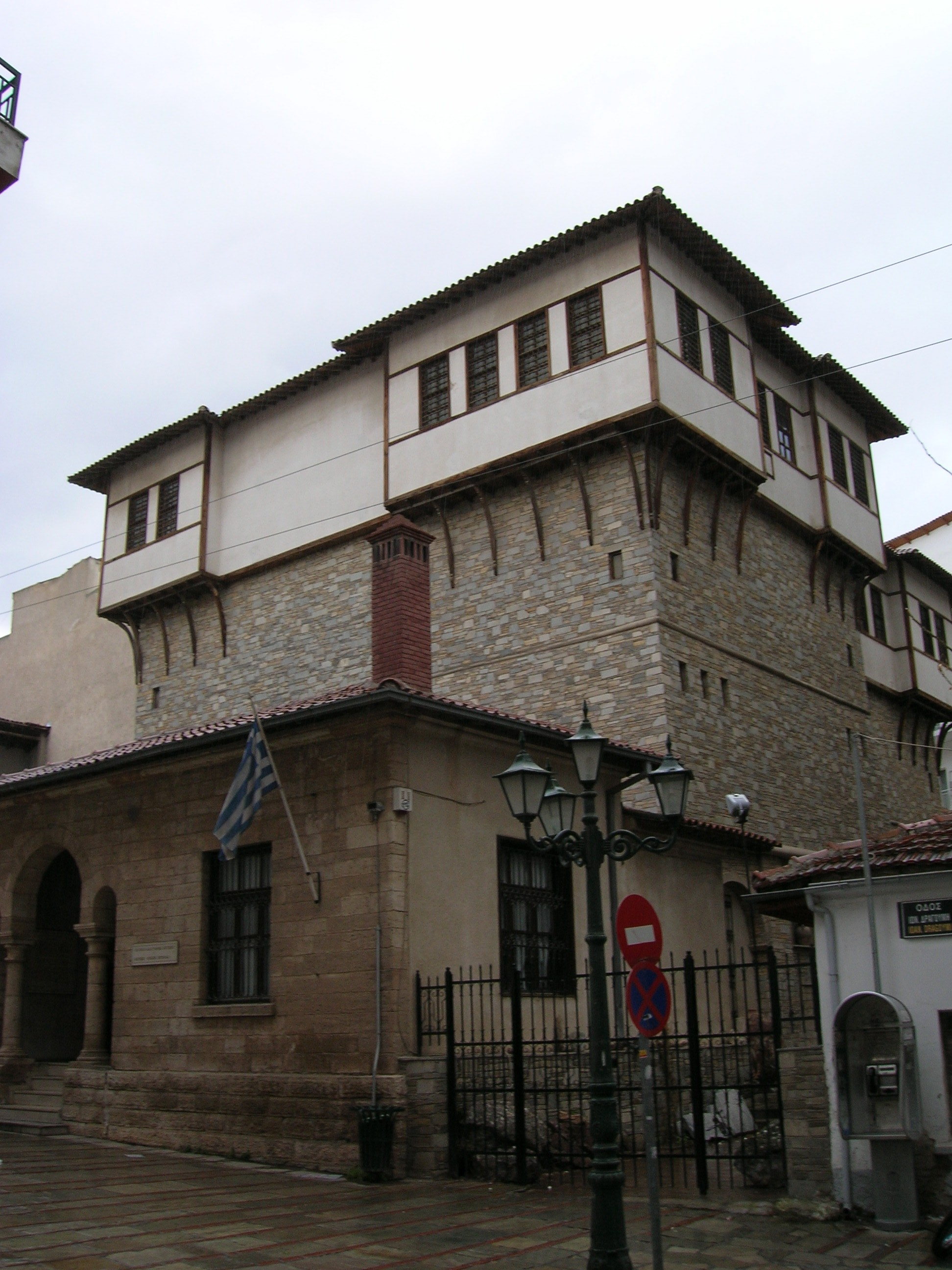
民俗自然史博物館

- コザニ民俗自然史博物館　-　古いマケドニア地方の建築物内にあり、6階建てである。
- コザニ現代史博物館
- マケドニア紛争博物館
- アイオス・ニコラオス教会
- グリゴリオス・ヴルカス邸
- ゲオルギオス・ラッサニス邸
- クリ公園

## 歴史的な人口の推移
| 年   | 人口   | 増減           | 自治体人口 | 増減          | 人口密度 |
| ---- | ------ | -------------- | ---------- | ------------- | -------- |
| 1971 | 23,240 | -              | -          | -             | -        |
| 1981 | 31,120 | +7,880/ +33.9% | -          | -             | -        |
| 1991 | 31,553 | +433/ +1.39%   | 43,395     | -             | 119/km²  |
| 2001 | 38,591 | +7,038/ +22.3% | 49,812     | +6,417/+14.8% | 136/km²  |

## 交通
コザニはエグナティア高速道（または国道2号線、E90）、ヨアニナからテッサロニキへ向かう3号線（またはE65）、ラリサからフロリナへ向かう4号線、そして20号線である。
- バス　-　ギリシャ最大の都市アテネ（一日4便）、テッサロニキ（毎時間1便）、ラリサ、ヴォロス、ヨアニナ、パトラス
- 飛行機の定期便　-　オリンピック航空がアテネ（週4便）＝コザニ空港間をつなぐ。
- 鉄道　-　テッサロニキへの路線あり

市内の公共交通機関はミニバスがおこなっている。中心部と各地区の間を走り、路線バスが提供している。市の交通問題はここ数年でさらに厳しくなっている

## 政治

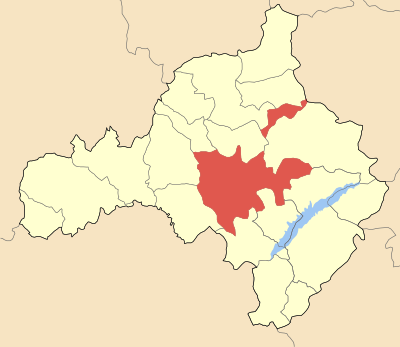
コザニ県のなかの基礎自治体コザニの位置

コザニには20の地区があり、バルカン西部の集合点へと発展している。この前後関係の中で、コザニ基礎自治体は現代的な衛星都市を創設している。
コザニの近郊自治体には、スクルカ、イピロティカ、ギティア、アイオス・アタナシオス、プラタニアがある。

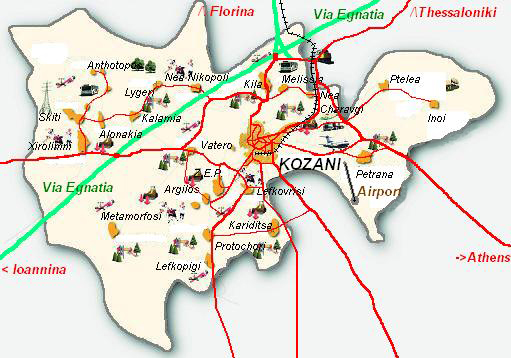
20の自治体を含むコザニ基礎自治体

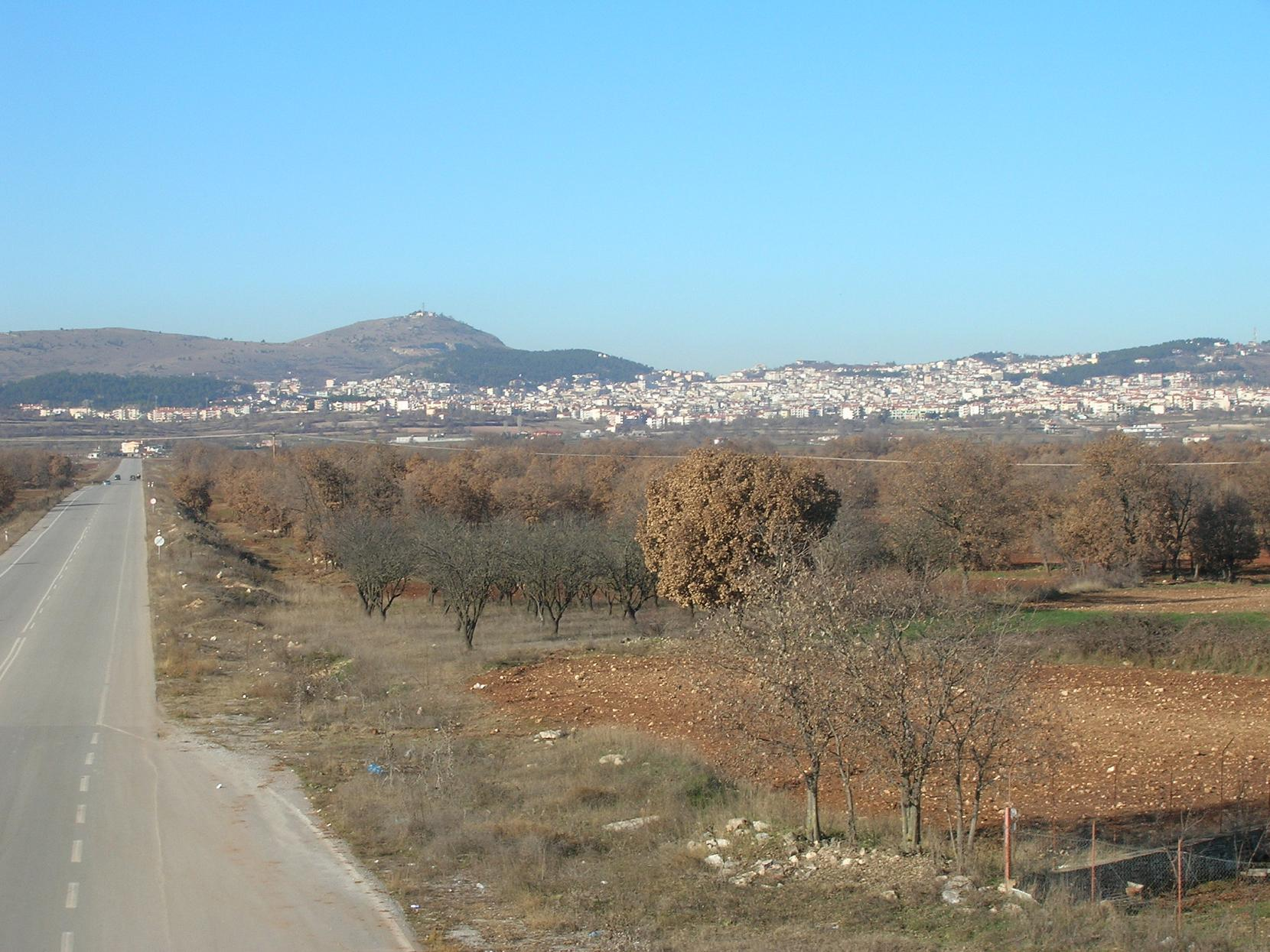
南から見たコザニの眺め

| 自治体                                | 人口   | 面積 (km²) |
| ------------------------------------- | ------ | ---------- |
| コザニ                                | 38,591 | 34.37      |
| アルギロス                            | 284    | -          |
| ネア・ニコポリ                        | 215    | -          |
| アロナキア                            | 365    | 10.98      |
| アンソトポス                          | 216    | 23.95      |
| ヴァテロ                              | 725    | 17.95      |
| キラ (キラ - カルディア - メリッシア) | 1,591  | 32.91      |
| カラミア                              | 262    | 7.26       |
| カリディツァ                          | 959    | 7.91       |
| レフコヴリシ                          | 1,078  | 6.50       |
| レフコピギ                            | 1,234  | 26.46      |
| リゲリ                                | 151    | 12.83      |
| メタモルフォシ                        | 444    | 19.90      |
| シロリムニ                            | 403    | 24.79      |
| イノイ                                | 147    | 22.27      |
| ペトラナ                              | 743    | 27.39      |
| プロトホリ                            | 617    | 11.25      |
| プテレア                              | 172    | 12.20      |
| スキティ                              | 372    | 25.75      |
| ネア・ハラヴギ                        | 1,253  | 18.32      |
| 基礎自治体コザニ                      | 49,812 | 343.00     |

## 気候
コザニ一帯の気候は大陸性気候である。
| 月                  | 1月     | 2月     | 3月      | 4月     | 5月     | 6月     | 7月     | 8月     | 9月     | 10月    | 11月    | 12月    | 年      |
| ------------------- | ------- | ------- | -------- | ------- | ------- | ------- | ------- | ------- | ------- | ------- | ------- | ------- | ------- |
| 平均最高気温 ℃(°F)  | 6 (43)  | 8 (48)  | 11 (53)  | 17 (63) | 20 (69) | 25 (78) | 29 (85) | 27 (82) | 25 (77) | 18 (66) | 13 (56) | 6 (43)  | 17 (64) |
| 最高気温 ℃(°F)      | 18 (66) | 18 (66) | 21 (70)  | 27 (81) | 30 (86) | 36 (97) | 37 (99) | 35 (95) | 31 (88) | 27 (81) | 25 (77) | 16 (61) | 37 (99) |
| 平均最低気温 ℃(°F)  | -1 (29) | 0 (32)  | 1 (34)   | 6 (44)  | 10 (50) | 13 (57) | 16 (62) | 16 (61) | 13 (56) | 8 (47)  | 4 (40)  | 0 (33)  | 7 (45)  |
| 最低気温 ℃(°F)      | -16 (3) | -8 (16) | -11 (12) | -5 (23) | 2 (37)  | 7 (46)  | 11 (52) | 7 (45)  | 7 (45)  | -2 (28) | -5 (23) | -12 (9) | -16 (3) |
| Source: Weatherbase |         |         |          |         |         |         |         |         |         |         |         |         |         |

## 文化

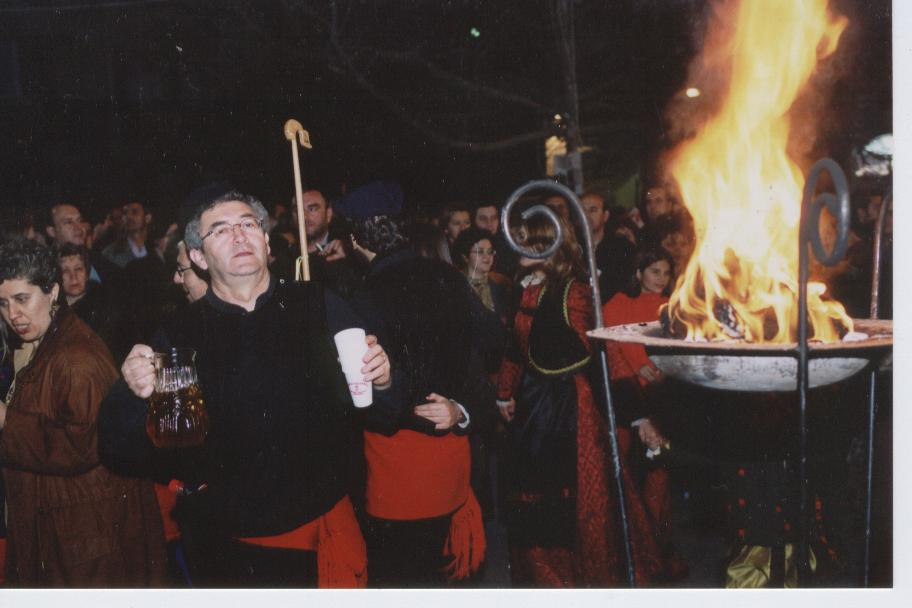
古い謝肉祭の慣習であるファノス

### 祝祭

#### 謝肉祭
最も興味深い地元の祝祭は、謝肉祭の間に行われる。これらはファノイ（大花火）で、コザニの広場で点火される。その中で、人々は歌を歌い、伝統舞踊を踊る。有名な地域の歌は『コザニのマケドニコス・アンティクリストス』で、しばしばコザニの国歌と呼ばれる。全ての祝祭は謝肉祭パレードの後の最終週の土曜日にさらに最高潮に達し、町から点火された花火は翌朝早くまで燃やされる。

#### ラッサネイア祭り
晩夏に開催される、演劇、コンサート、体操競技の複合行事。ラッサネイアとは、コザニ出身のギリシャ独立戦争の英雄ゲオルギオス・ラッサニスにちなむ。

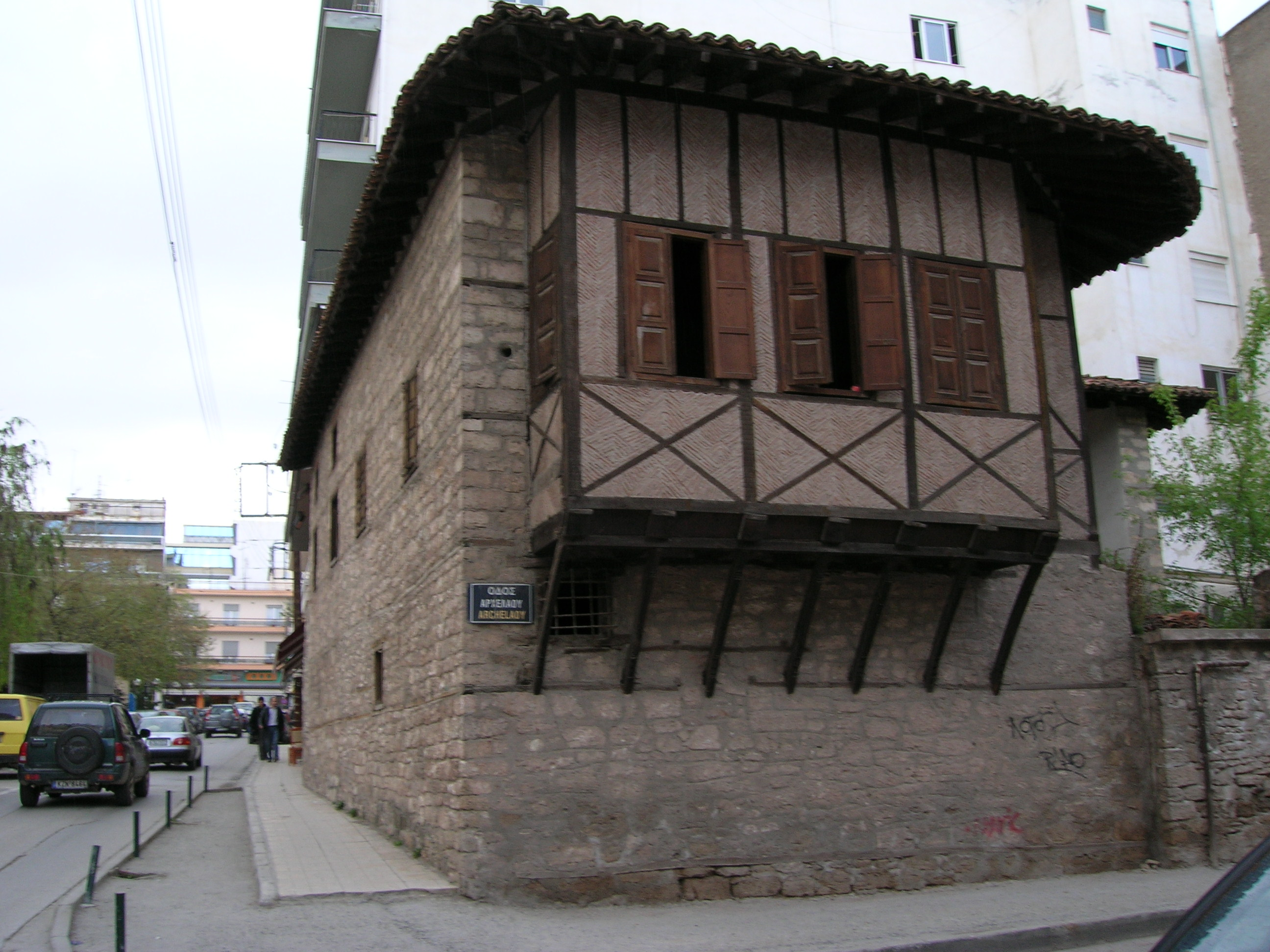
ラッサニス邸

#### ニアイメロス祭
市北部のニアイメロスで開催される祭り。10月最初の木曜日に行われる。9日間行われていたが（ニアイメロスとはギリシャ語で9日間を指す）、現在はわずか3日間である。

### 祝日
- 10月11日　-　トルコからの解放の日
- 12月6日　-　コザニの守護聖人、聖ニコラオスの日

### 料理
コザニの料理はマケドニア料理と総称される。典型的な一品は、ギアプラキアと呼ばれる。肉と米が塩漬けのブドウの葉でくるまれてボール型になっている。これはしばしばクリスマスのごちそうとされている。キチは、円形のチーズ・パイである。

### 著名な出身者
- ヨアニス・アマナティディス　-　サッカー選手

### スポーツ
- コザニFC　-　プロサッカークラブ

## 姉妹都市
- ブリストル (コネチカット州)、アメリカ合衆国
- ヤシ (ルーマニア), ルーマニア

## 参照
1. 1 2  Ιστοσελίδα Δήμου Κοζάνης - 14ος αιώνας - 20ος αιώνας
2. ↑  Babiniotis, Λεξικό της Νέας Ελληνικής Γλώσσας
3. ↑  Κώστας Δ. Ντίνας 2005. Το γλωσσικό ιδίωμα της Κοζάνης.
4. ↑  Μεγδάνης, Χ. 1820. Αγγελία παρί της αρχής προόδου της Ελληνικής Σχολης. Βιέννη.
5. ↑  Χατζηιωάννου Μ.-Χ. 2000:32. Η ιστορική εξέλιξη των οικισμών στην περιοχή του Αλιάκμωνα κατά την Τουρκοκρατία. Ο κώδικας αρ. 201 της Μονής Μεταμορφώσεως του Σωτήρος Ζάβορδας. Αθήνα: Κέντρο Νεοελληνικών Ερευνών/Εθνικού Ιδρύματος Ερευνών.
6. ↑  Γουναρόπουλος, Κ.Α. 1872:488-9. Κοζανιτικά. Αθήνα: Πανδώρα ΚΒ & Λιούφης, Π. 1924:44-5. Ιστορία της Κοζάνης (History of Kozani). Αθήνα.
7. ↑  リーク. 1835:305. Travels in Northern Greece. London.
8. ↑  アミ・ボエ, A. 1854:87. Recueil d' itineraires dans la Turquie d' Europe. Details topographiques et statistiques sur cet empire. Vienna.
9. ↑  Κωνσταντίνος Σπανός. "Η απογραφή του Σαντζακίου των Σερβίων", in: "Ελιμειακά", 48-49, 2001.
10. ↑  A. Chalkiopoulos (Χαλκιόπουλος, Α.) 1910:109. Εθνολογική στατιστική των Βιλαετίων Θεσσαλονίκης και Μοναστηρίου. Athens. & Χατζηιωάννου Μ.-Χ. 2000:37. Η ιστορική εξέλιξη των οικισμών στην περιοχή του Αλιάκμωνα κατά την Τουρκοκρατία.
11. ↑  Ο σεισμός της 13 Μαΐου 1995
12. ↑  τέχνες και πολιτισμός
13. ↑  Αποκριά Κοζάνης 2007